# Johann Diedrich Noltenius
Johann Diedrich Noltenius (* 6. Oktober 1911 in Kassel; † 13. Dezember 1979 in Bremen) war ein bremischer Politiker (FDP), Senator und Bankdirektor.

## Biografie

### Ausbildung und Beruf
Noltenius studierte nach seinem Abitur Jura in Tübingen und promovierte kurz vor dem Zweiten Weltkrieg. Noltenius war Mitglied der Akademischen Verbindung Igel zu Tübingen. Er war von 1939 bis 1945 Soldat. Danach war er zunächst Leiter des Steueramtes und der Bankenaufsicht in Bremen. Von 1952 bis 1955 war er Mitglied des Vorstandes der Geestemünder Bank in Bremerhaven. Von 1955 bis 1970 war er Vorstandsmitglied und dann Vorstandsvorsitzender der Bremer Landesbank und Staatlichen Kreditanstalt Oldenburg-Bremen.
Sein Sohn Peter Noltenius war Jurist und Abteilungsleiter beim Bausenator in Bremen und dann von 2005 bis zu seinem Tod 2008 Chef der staatseigenen Brepark.

### Politik
Noltenius war Mitglied der FDP. Von 1962 bis 1966 war er als Nachfolger von Wilhelm Nolting-Hauff (FDP) Senator für die Finanzen von Bremen. Als Finanzsenator folgte ihm Rolf Speckmann (FDP).
Senatsbeteiligung: 1959–1963: Senat Kaisen VI, 1963–1965: Senat Kaisen VII, 1965–1967: Senat Dehnkamp.

### Weitere Mitgliedschaften
Johann D. Noltenius war seit dem Jahr 1961 Kaufmännisches Mitglied der Stiftung Haus Seefahrt.